# Sharp Corporation

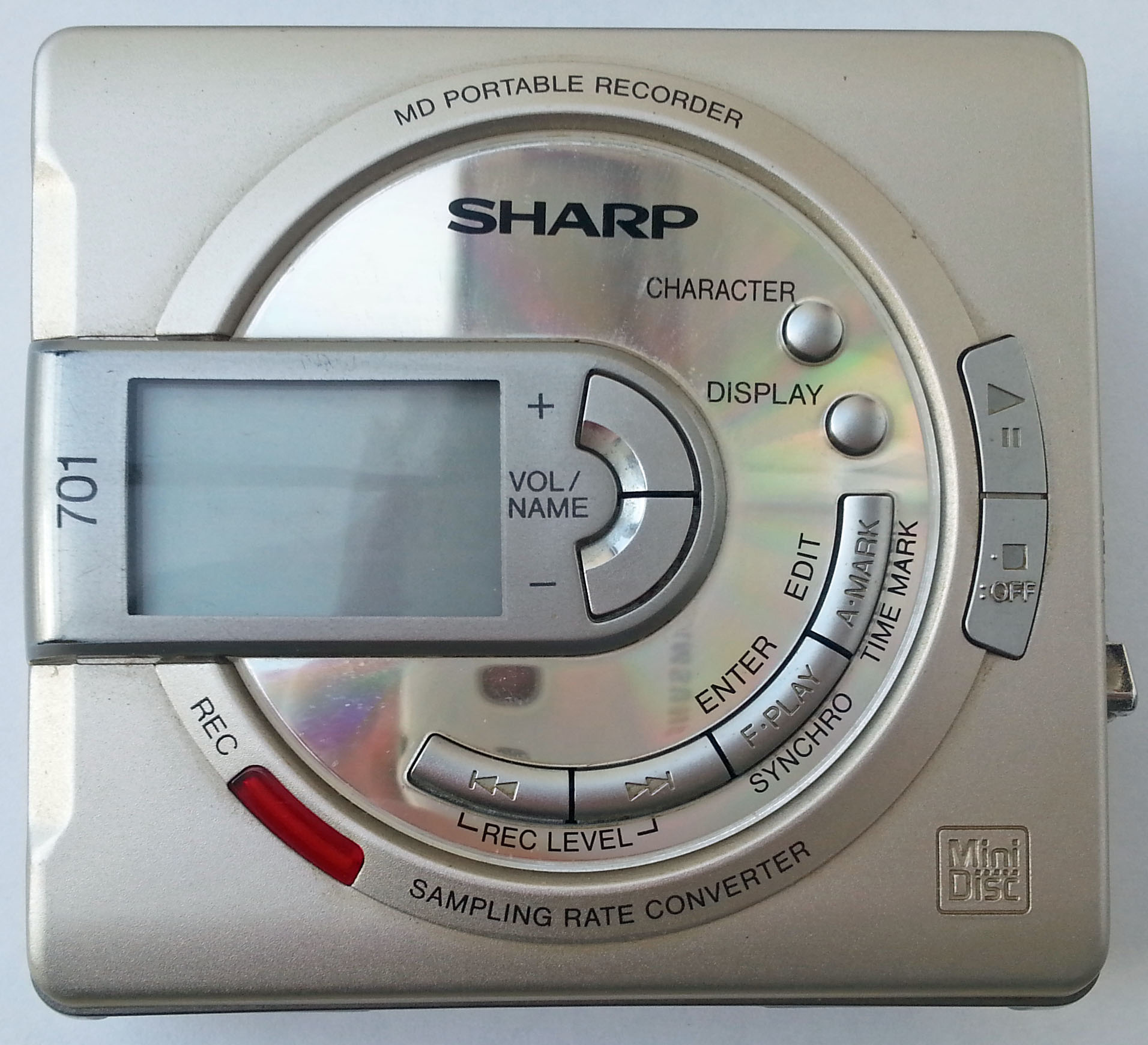
Sharp MD-MS701H

Sharp Corporation (シャープ株式会社?, Shāpu Kabushiki-gaisha) è una società giapponese produttrice di dispositivi elettronici.

## Storia
Fondata nel 1912 a Tokyo, prese il nome dalla prima invenzione del fondatore Tokuji Hayakawa: il portamine Ever-Ready Sharp del 1915.
Dopo il terremoto del 1923 la società si sposta a Ōsaka e inizia con la costruzione di radio, in vendita dal 1925.
Dal 1953 inizia la produzione di televisori.
Nel 1964 produce, prima in tutto il mondo, un calcolatore tutto a base di transistor.
Nel 1973 produce il primo calcolatore LCD.
Il logo di Sharp diventa un'icona tra il 1982 e il 2000, quando diventa sponsor della squadra di calcio del Manchester United che lo mostra sulle sue divise.
Nel 2010 Sharp inaugura il suo nuovo stabilimento di Sakai, nella prefettura di Osaka, esteso 1,27 milioni di metri quadri ed ubicato direttamente su terreno riportato sul mare al fine di favorire i trasporti marittimi. Tale impianto, tecnologicamente ed ecologicamente all'avanguardia (definito di decima generazione), sarà un complesso manifatturiero per la produzione di celle solari a film sottile e pannelli LCD di grandi dimensioni.
Nel 2016 la maggioranza del pacchetto azionario viene acquisita dalla taiwanese Foxconn.

### Dynabook
Nell'ottobre 2018 Sharp Corporation acquisisce l'80,1% di Toshiba Client Solutions, azienda che nel gennaio 2019 è rinominata Dynabook e di cui ne completerà l'acquisizione nell'agosto 2020 rilevando la rimanente quota del 19,9%. Nel gennaio 2021 Sharp Corporation cede la totalità di AIoT Cloud alla propria controllata Dynabook.

## Prodotti
All'avanguardia nella produzione di pannelli LCD detiene il record del TV LCD più grande al mondo (108 pollici al 2008)
Produce anche: pannelli solari, dispositivi audio-video, smartphone, schermi a cristalli liquidi, proiettori, forni a microonde, sensori CCD e CMOS, memorie flash e condizionatori d'aria.

## Galleria d'immagini

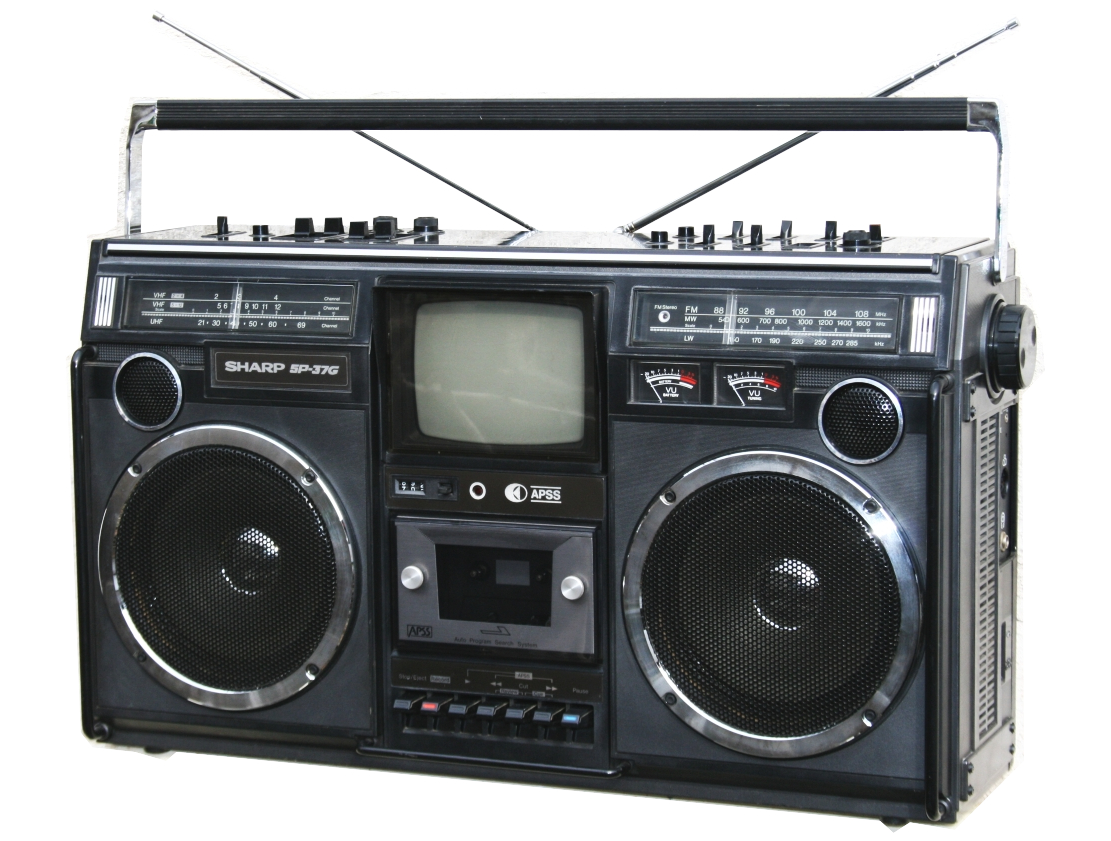
Sharp 5P-37G boombox
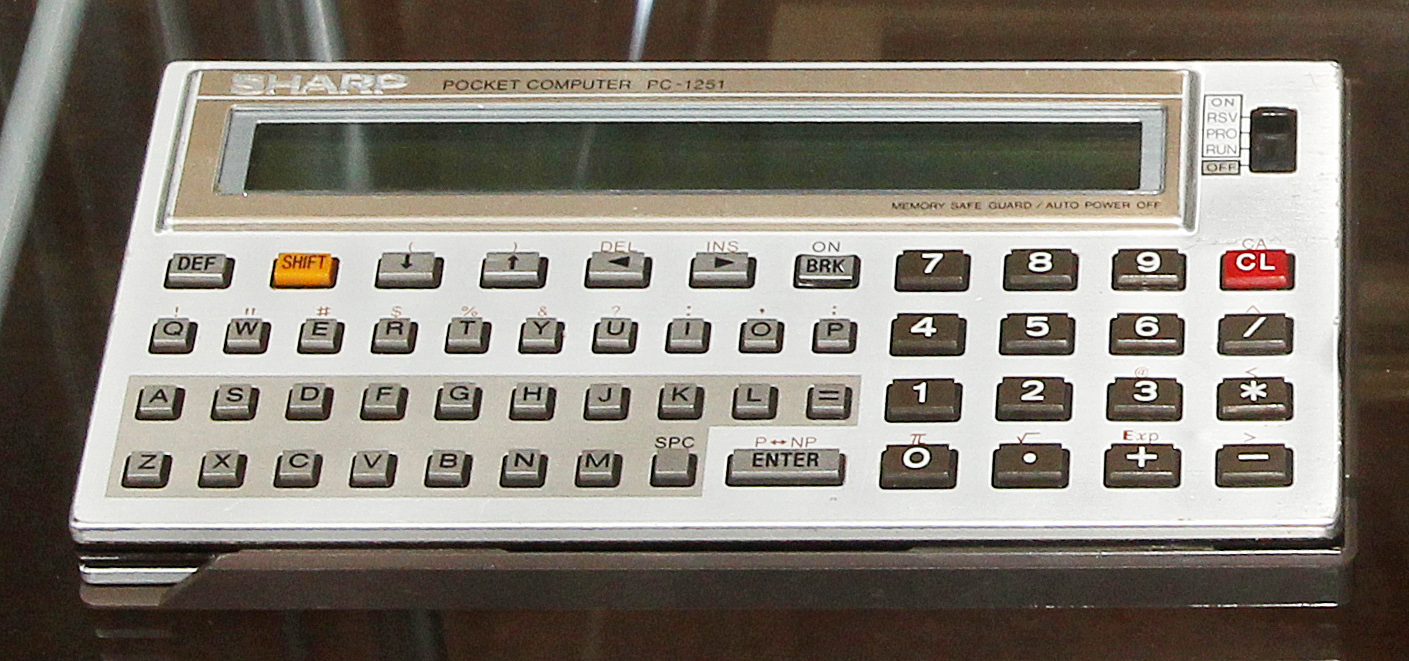
Sharp PC-1251 pocket computer
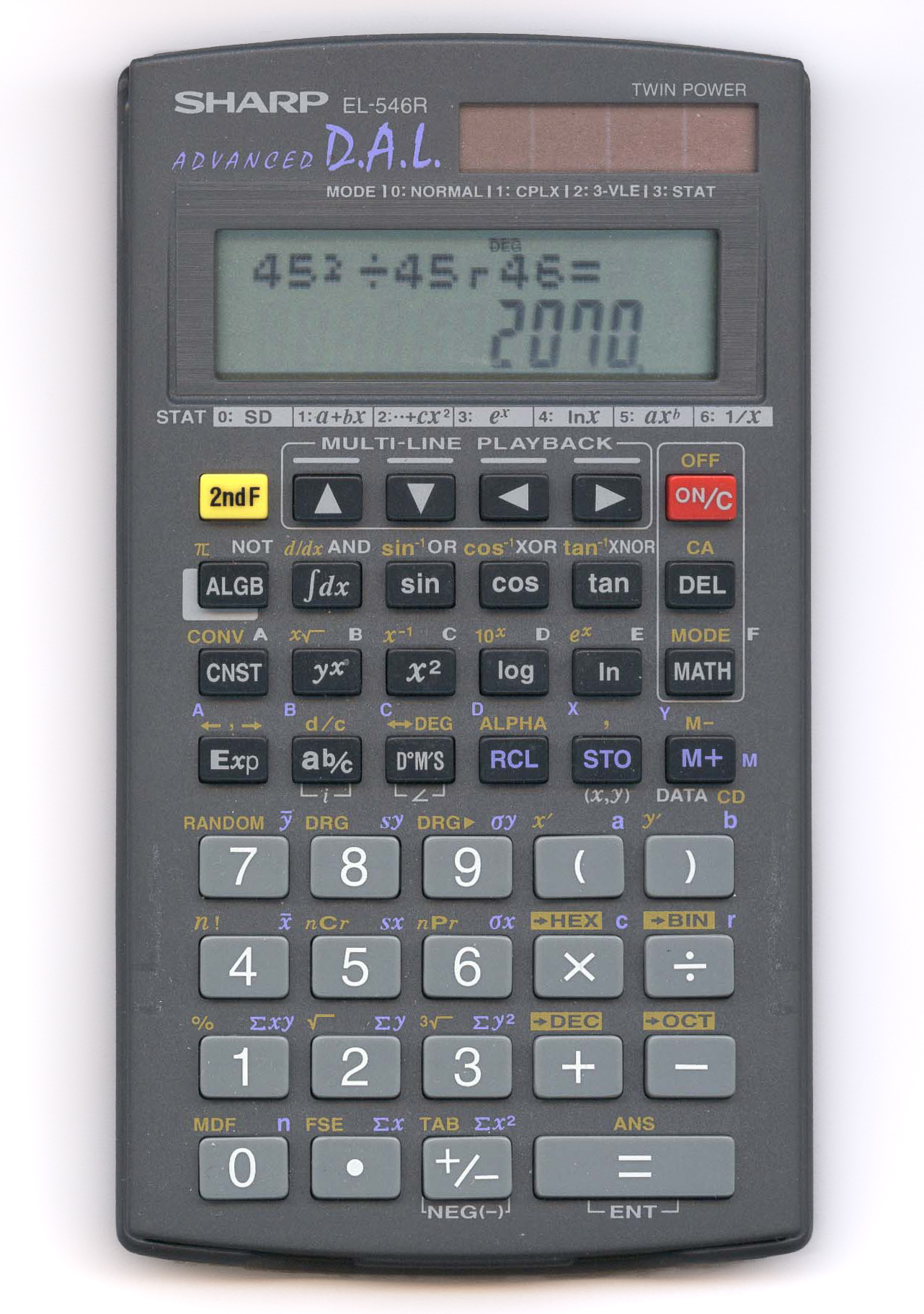
Sharp EL-546R calcolatrice scientifica
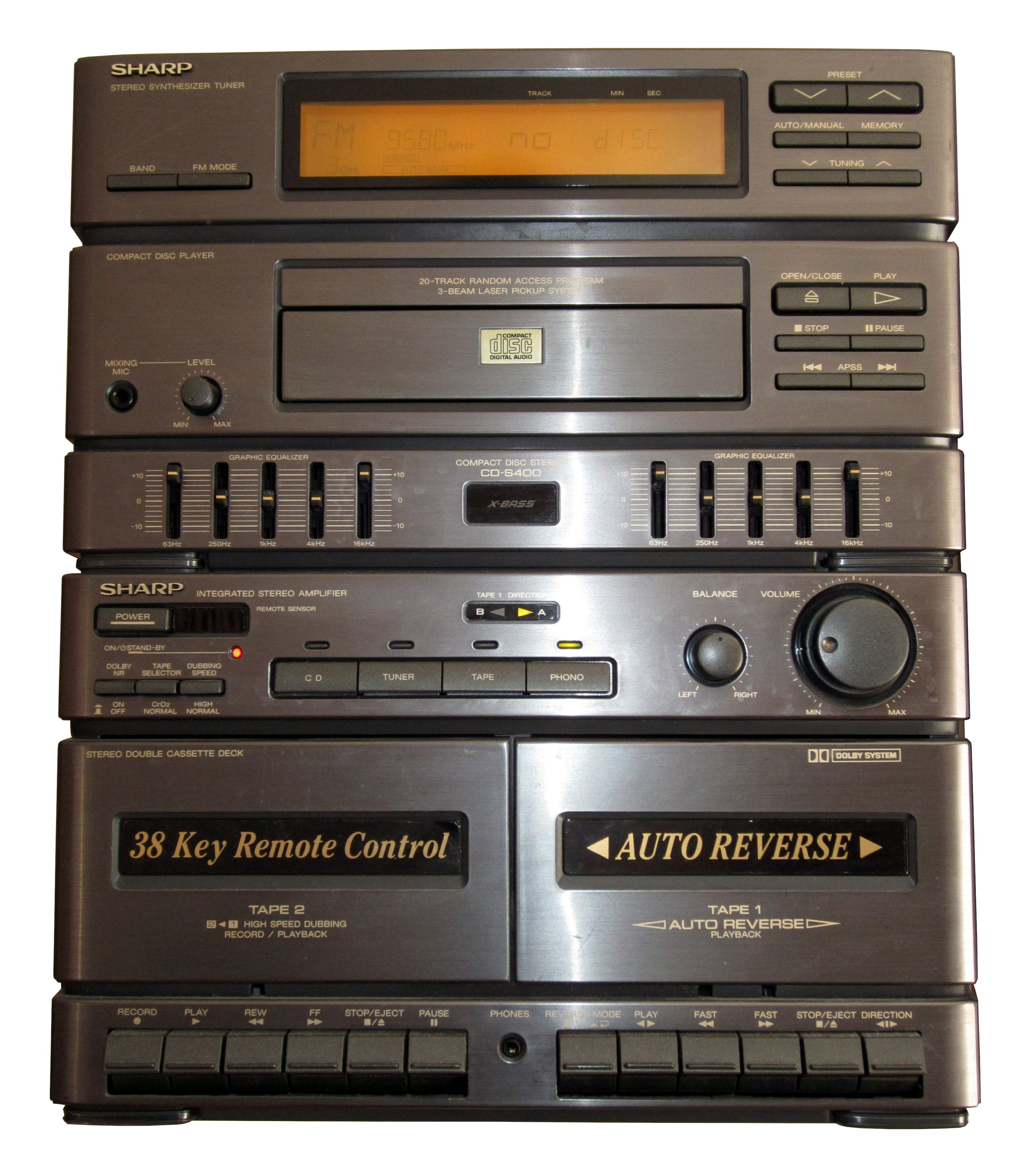
Sharp CD-S400 sistema Hi-Fi stereo
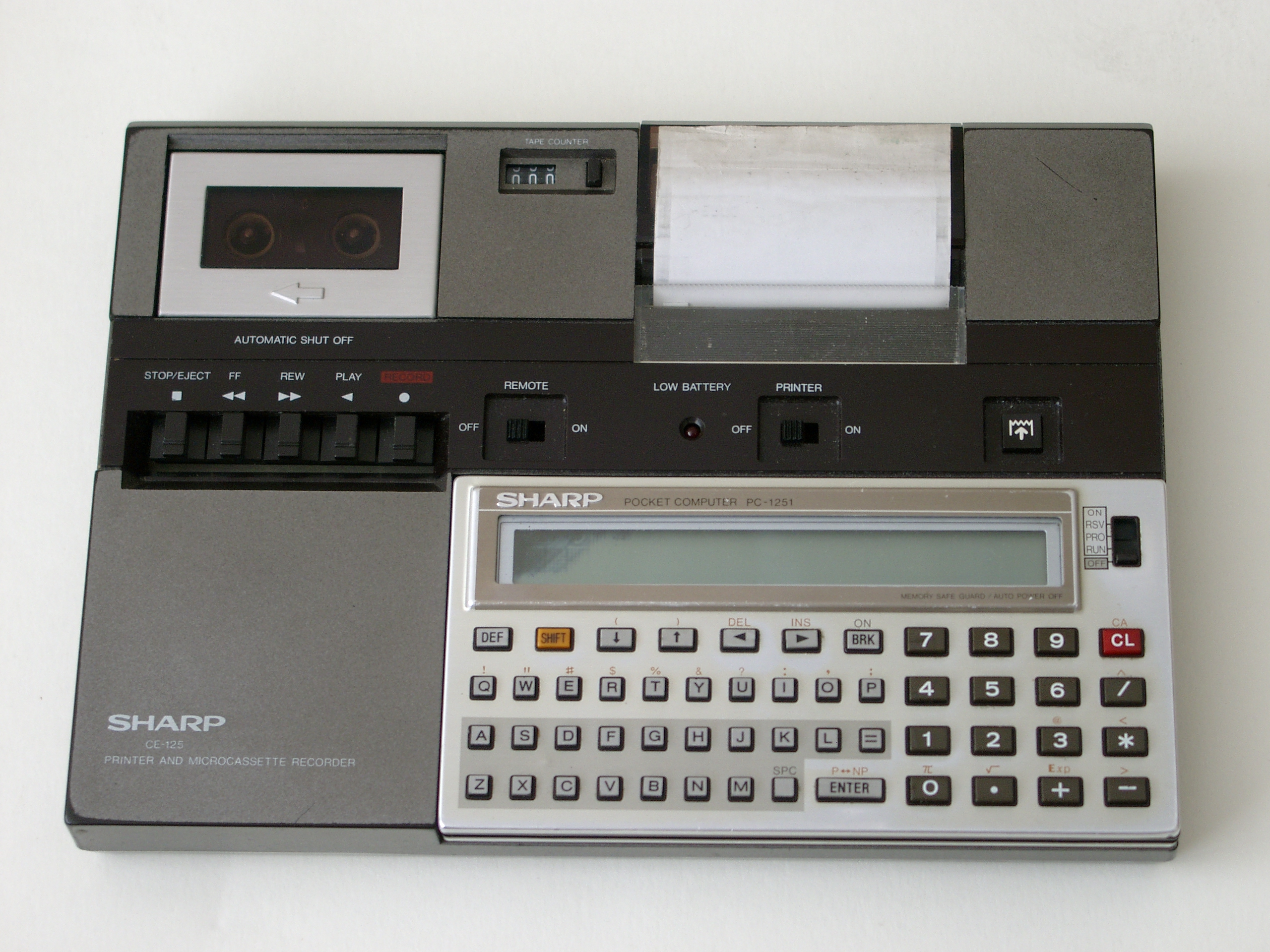
Sharp PC-1251 pocket computer
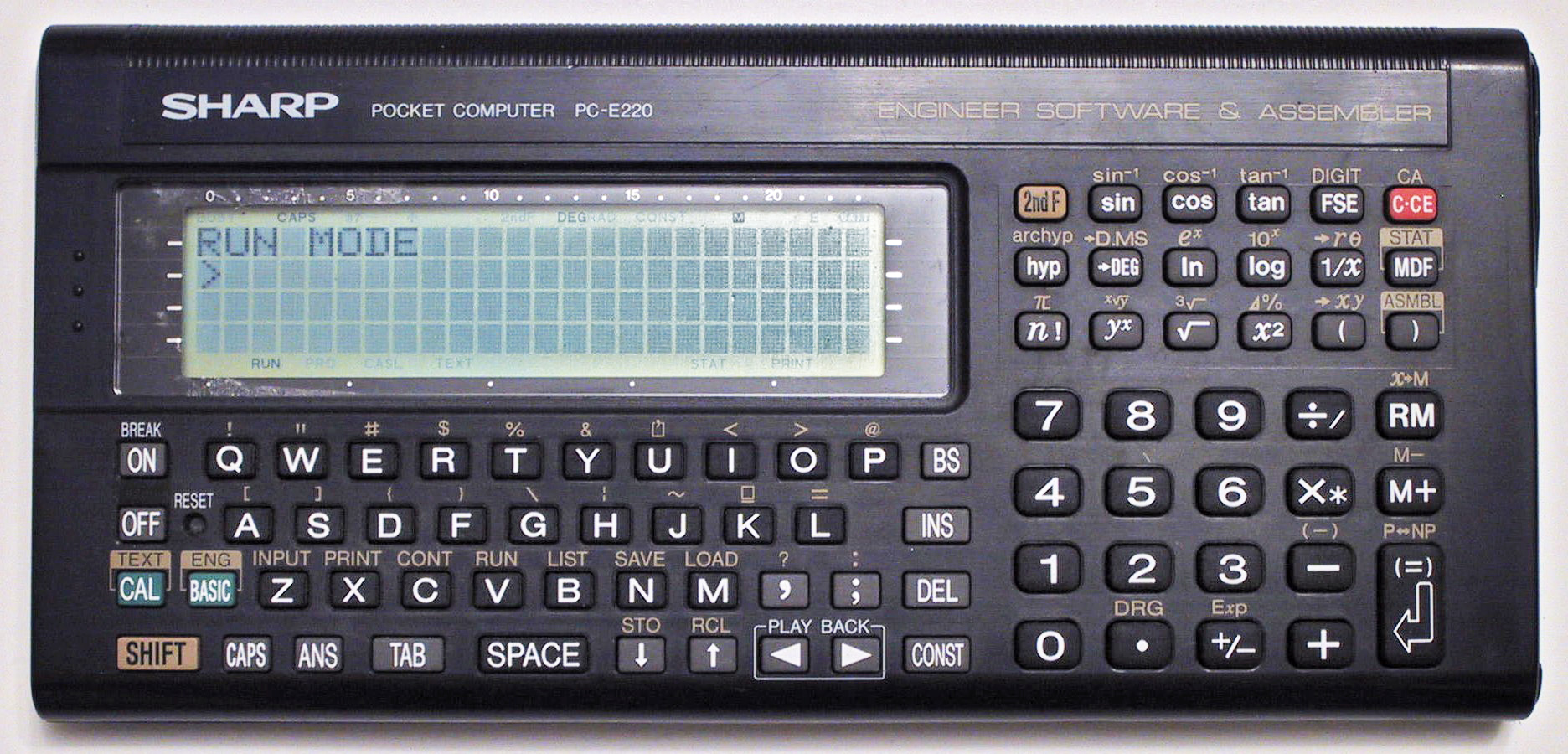
Sharp PC-E220 pocket computer
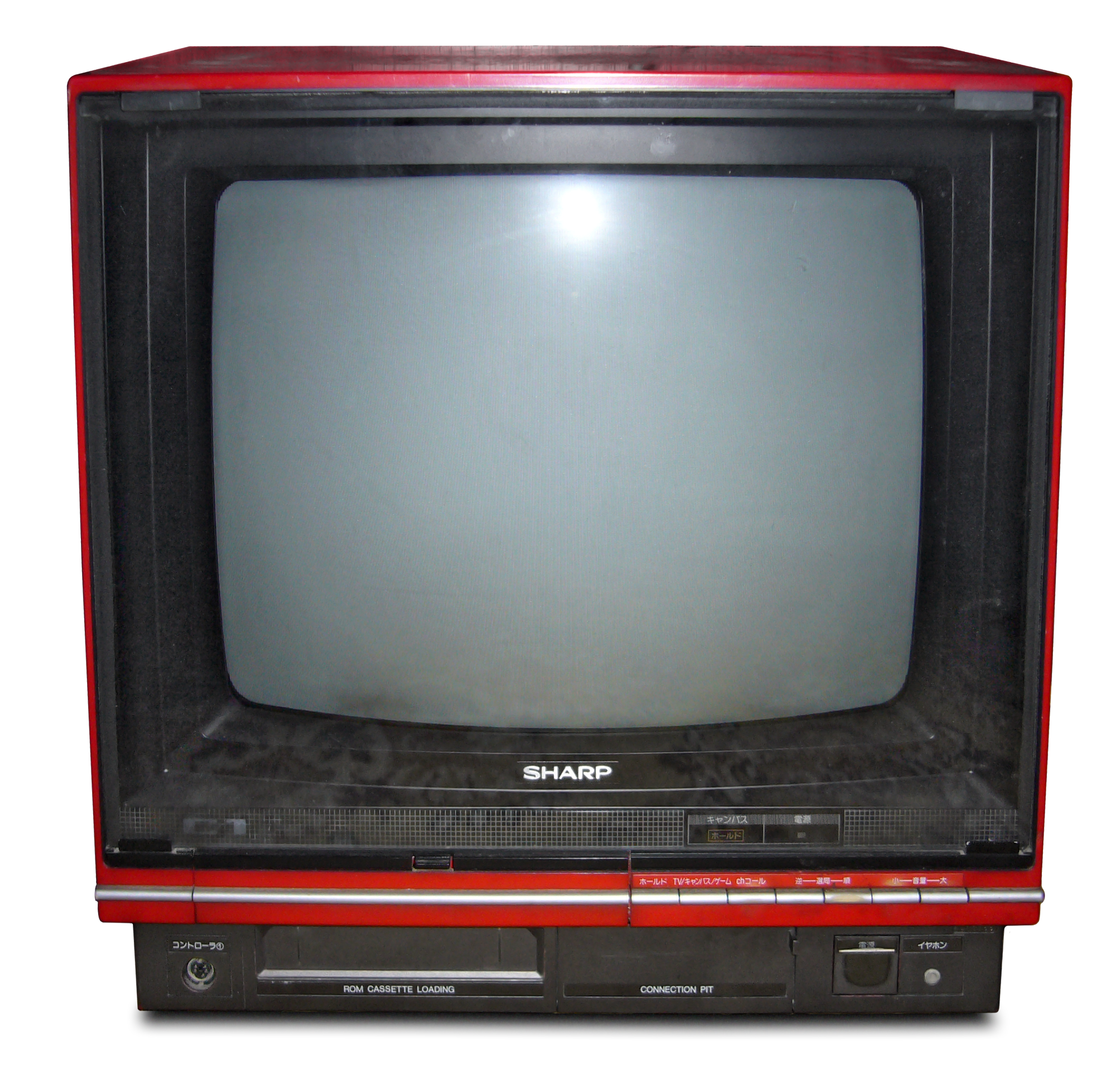
Sharp 14C-C1R televisione
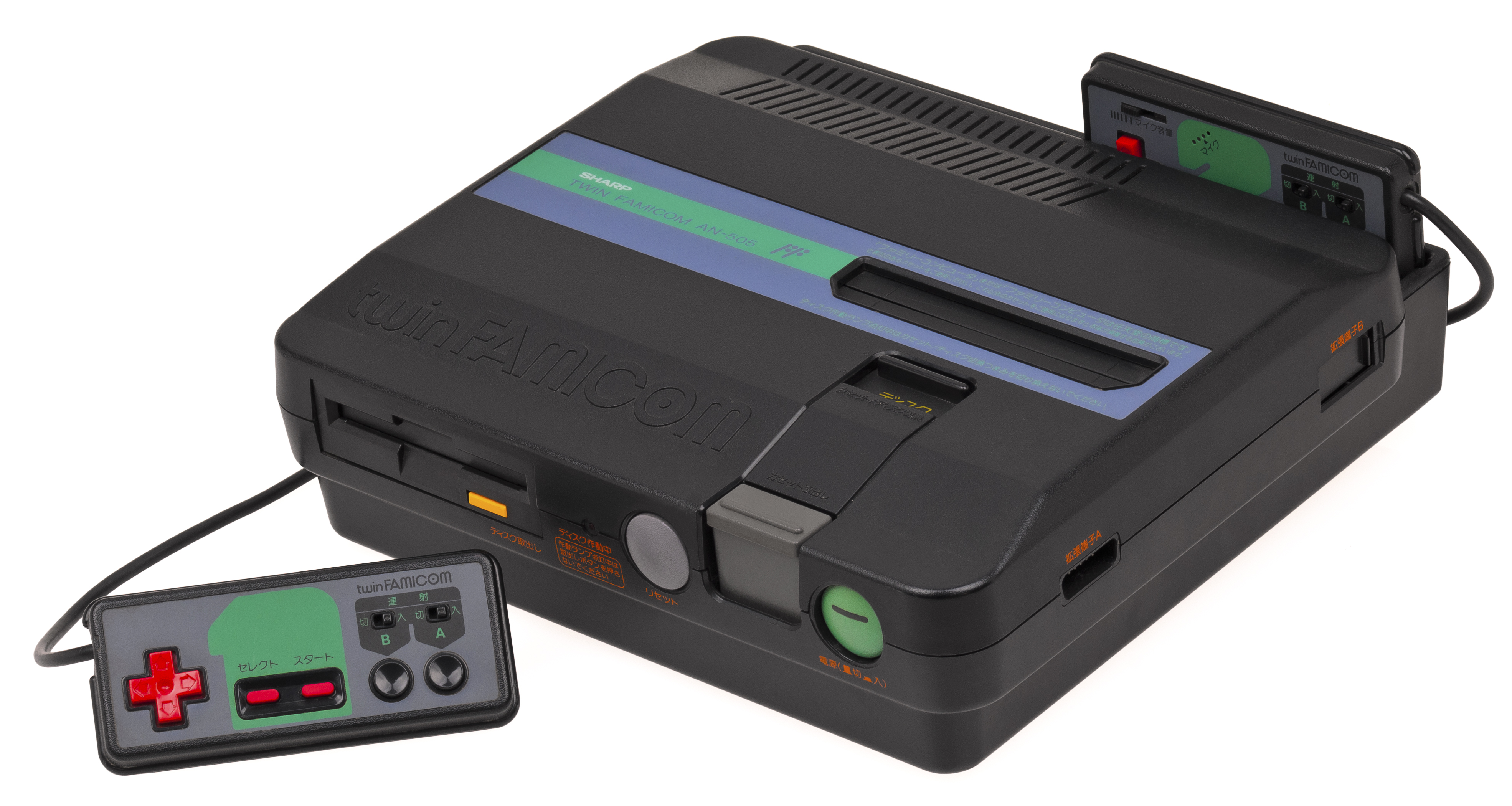
Sharp Twin Famicom licensed game console per il mercato giapponese (1986)
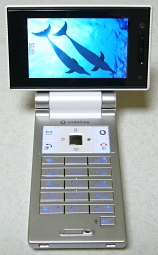
Sharp 905SH mobile phone per il mercato giapponese (2006)
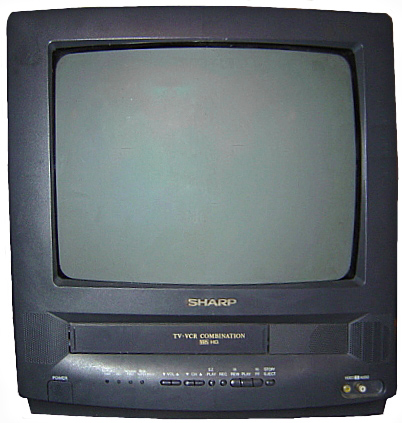
Sharp TV/VCR combo
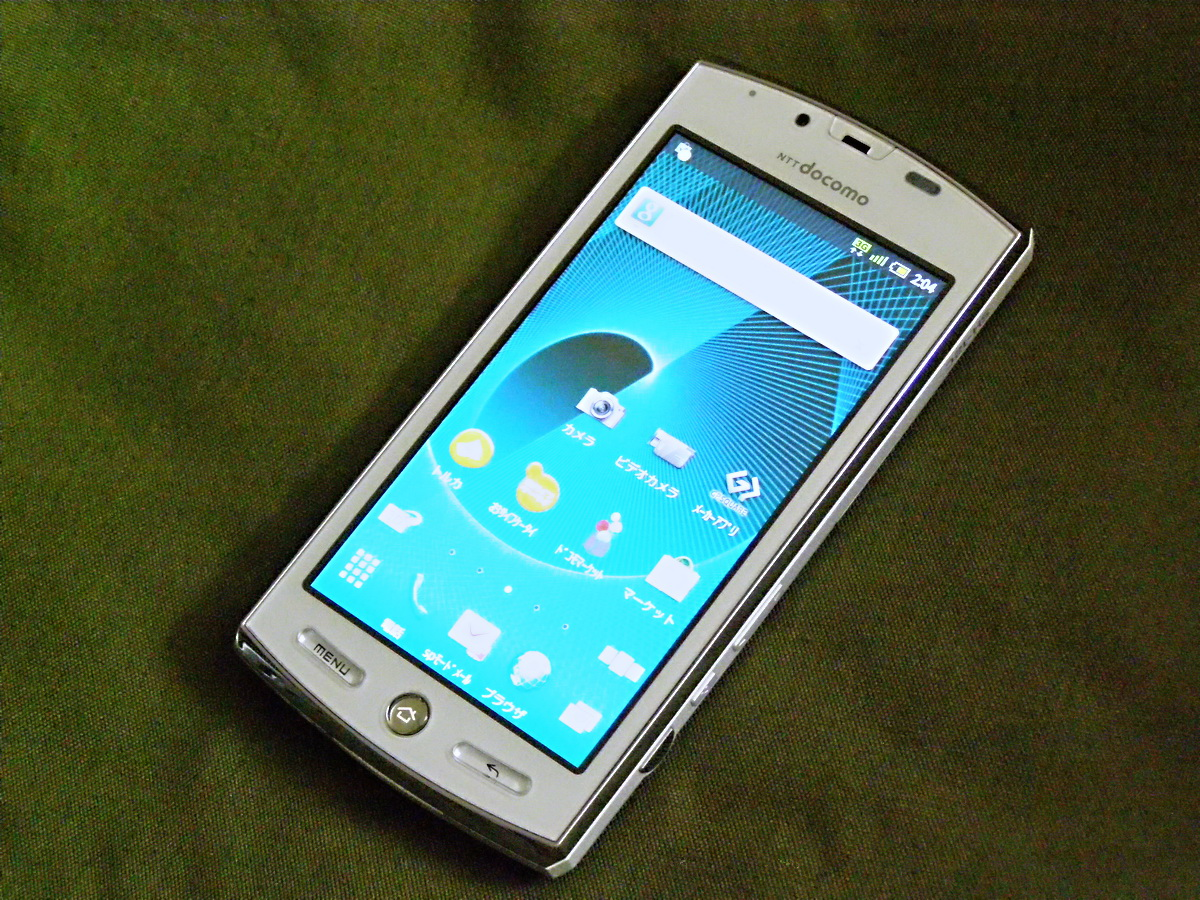
Sharp AQUOS SH-12C mobile phone per il mercato giapponese (2011)

### Calcolatrici
- Sharp EL-8
- Sharp EL-500W series
- Sharp EL-507
- Sharp EL-5120
- Sharp QT-8B
- Sharp QT-8D

### Computer